# Бор (Нижнедевицкий район)
Бор — село в Нижнедевицком районе Воронежской области.
Входит в состав Нижнедевицкого сельского поселения.

## География

### Улицы
- ул. Боровская

## Известные уроженцы
Попов, Семён Кузьмич (1916 — 1993) — полный кавалер ордена Славы.